# アリアンツ
アリアンツ（Allianz SE）は、ミュンヘン再保険と双子の関係にある保険会社で、資産運用会社などを傘下に持つ世界有数の金融グループである。フランクフルト証券取引所上場企業（FWB: ALV）。

## 概要
1880年、ミュンヘン再保険のカール・フォン・ティームらにより、Rückversicherungs-Gesellschaftという社名で設立された。10年後の1890年、大幅な増資をしてベルリンにアリアンツを立ち上げた。このときの出資者はメルク・フィンク商会とドイツ銀行である。
メルク・フィンクは第一次世界大戦と第二次世界大戦を経る間ずっとアリアンツの40％を保有し、メルク・フィンクはS. M. v. Rothschild をアーリア化し、ドイツ最大の保険会社へ育て上げた。他方、アリアンツ理事のクルト・シュミットがナチス政権の経済大臣を務めたことなどで、連合国の市場を喪失した。
戦後はメルク・フィンクがアリアンツ株を買い増し、1990年にバークレイズと合併した。
2001年、アリアンツはドイツの銀行大手のドレスナー銀行を買収し傘下に納めた。
現在は損害保険や生命保険、医療保険および資産運用管理や各種銀行業務などを、ヨーロッパ、アジア、アメリカ、アフリカおよびオーストラリアの70カ国で行う、ヨーロッパ最大級の金融グループとなった。2006年11月現在、アジア太平洋地域においては、日本やマレーシア、大韓民国や中華人民共和国など16カ国で各種金融事業を行っている。
2008年にドレスナー銀行をコメルツ銀行に売却。現在は30%の株式とアリアンツ保険のドレスナー銀行における独占販売権と投資信託の優先販売権を持つ。

### 傘下企業

事業展開している地域

現在、下記の7社を含む250社以上の傘下企業が営業している。
- フランス総合保険
- パシフィック・インベストメント・マネジメント（ピムコ）
- アリアンツ・グローバル・インベスターズ
- ユーラーヘルメス信用保険会社
- ニコラスアップルゲート
- モンディアル・アシスタンス
- ファイヤマンズ・ファンド

### 歴代CEO
- 1991年 - 2003年 -- Henning Schulte-Noelle
- 2003年 - -- Michael Diekmann（ミヒャエル・ディークマン）

## 日本におけるアリアンツ

### 概要
ヨーロッパの損害保険会社による日本法人第一号として、1990年に東京都港区を本社に開業した法人向け専業のアリアンツ火災海上保険株式会社を中心に、信用保険会社のユーラーヘルメス信用保険、資産運用を扱う系列会社であるピムコジャパンリミテッド（PIMCO Japan Ltd）、アリアンツ・グローバル・インベスターズ・ジャパン株式会社（平成24年10月1日付けでRCMジャパン株式会社より商号変更）の日本法人や日本支店が営業している。

### 歴史
1994年にはアリアンツ傘下のアシスタンス会社、モンディアル・アシスタンス・グループ（現:アリアンツ・グローバルアシスタンス）の日本法人としてAS24株式会社が設立され、東京海上グループと合弁事業化したミレア・モンディアルを経て、2014年4月1日にアリアンツ・グローバルアシスタンス・ジャパンとなり、さらに2016年10月よりAWPジャパン株式会社に社名変更を行い、アシスタンスを中心としたテレマーケティング事業と、完全子会社のチケットガード少額短期保険による少額短期保険事業をしている。

2008年3月7日には日本における生命保険事業の免許も取得し、2008年4月より個人向け営業を行うアリアンツ生命保険株式会社が営業を開始した。しかし市場規模の縮小傾向などから2011年9月30日をもって新規契約の受付終了を発表した。

## スポーツスポンサー
- アリアンツ・アレーナ、アリアンツ・リヴィエラ、アリアンツ・フィールド、アリアンツ・パルケ、アリアンツ・スタジアム(ユヴェントス)、アリアンツ・シュタディオン、アリアンツ・パーク - 7会場とも国際大会期間中は公式スポンサーではないため「アリアンツ」の企業名を冠することはできないものの、スタジアムのネーミングライツを取得している。
- 国際オリンピック委員会・国際パラリンピック委員会 - ワールドワイドパートナー。
- メルセデス・ベンツ － 2010年から、F1チームの1つであるメルセデスのスポンサーを務めている。また、多くのグランプリでサーキットコースサイドなどに加えて、メルセデスが提供しているセーフティカー、メディカルカーのスポンサーも務めている。以前はウィリアムズF1チームのスポンサーを務めていた。
- 2010年に竣工したNFLのニューヨーク・ジャイアンツと同じくNFLのニューヨーク・ジェッツの新本拠地球場　(二球団が同一本拠地を共有する) のネーミングライツの取得を2008年から目指したが、その間に過去の同社のナチス・ドイツとの関わりが明るみに出た。ホームタウンのニューヨーク　(球場自体はニュージャージー州にある) はユダヤ系アメリカ人が多く住む土地柄とあって強い反発が起こり、2年間かけて交渉したものが契約寸前で破談になった。尚、ネーミングライツは2010年は採用せず、翌2011年に同業他社でニューヨークに本社を置くメットライフが取得し、メットライフ・スタジアムと命名された。